# Marc Lauwrys
Marc Lauwrys (Lier, 10 januari 1958) is een Vlaams acteur en regisseur.

## Televisie-, film- en musicalrollen
- Hitring (1980) - bankbediende
- Op zoek naar ... (1983)
- Ik, Jan Cremer (musical, 1985)
- Kurtoisie (1986)
- Skin (1987) - Rik
- Zonderlinge zielen (1988) - Bert
- Me and My Girl (musical, 1988) - Bill Snibson
- Oei! (1989)
- Oei Jacques (1989)
- Alfa Papa Tango (1990) - Ronald Poels
- Oei Jacques '90 (1990)
- RIP (1990-1993) - Willy Hazevoets
- Niet voor publikatie (1995) - nieuweling
- Lili en Marleen (1995) - hoteleigenaar
- Gaston Berghmans Show (1995) - Gennaro
- Joop en Gaston (1995) - blinde man
- Linda, Linda (1995) - Rick Mertens
- Proper volk (1996) - Eddy Paesen
- Linda + Harrie (1996) - Rick Mertens
- Terug naar Oosterdonk (1997) - Gustje Verswijvel
- La Vie en rose (1997) - kelner
- F.C. De Kampioenen (1997) - Eugène Rutten
- Gilliams en De Bie (1998) - Ronny Van Dijck
- Les Misérables (musical) (1998-1999) - Mr Thénardier
- Left Luggage (1998) - kok
- Verschoten & Zoon - kapper
- Boerenkrijg (1999) - sergeant Louis Lafayette
- Thuis (1999-2000) - Bernard
- Café Majestic - werknemer brouwerij
- 2 Straten verder (2000)
- Familie (2000-2001) - Bertje Baetens
- Spoed - als Jean Smeets (2001) en als ambulancier Staf Costers (2003-2004)
- De Kotmadam (2002) - Roger
- Samson en Gert (2003) - butler
- Hallo België! (2005) - regisseur
- The Lion King (musical, 2004-2006) - Timon
- Kinderen van Dewindt (2005) - drukker
- De Kotmadam (2006) - Modest
- Witse (2006) - Fons Van Heurk
- Aspe (2007) - Leo Komijn
- Flikken Maastricht (2007) - Gids in de Zonneberg
- Beauty and the Beast (musical) (2007) - Tickens
- Mega Mindy (2007) - Bart
- Code 37 (televisieserie, 2009-2012) - Charles Ruiters
- De Kotmadam (2009) - Piet
- Kriegelmusical (musical, 2009) - Pa Kriegel
- 2 Straten verder (2009) - bouwvakker
- Zwart water (2010) - Huisarts
- Zone Stad (2010) - Meneer Lievens
- De Kotmadam (2010) - Antonio
- F.C. De Kampioenen (2010) - Gustaaf
- Code 37 (film, 2011) - Charles Ruiters
- De Smurfen (2011) - Gargamel (stem)
- Zingaburia (2012) - Dokter Bacterius
- Deadline 14/10 (2012) - Theo De Waard
- De Kotmadam (2013) - Armand
- Danni Lowinski (2013) - Hugo Van der Eycken
- De Smurfen 2 (2013) - Gargamel (stem)
- Zone Stad (2013) - Gaston
- GoGoGo (2014-2016) - Bunker
- Vermist (2014-2016) - Francis Daelmans (seizoen 5 afl. 3), Ward (seizoen 7 afl. 10)
- Marsman (2014) - Bart Callens
- Aspe (2014) - Rudy Snels
- Deadline 25/5 (2014) - Theo De Waard
- Amateurs (2014) - Politieagent
- Spitsbroers (2015) - Deboosere
- Tom & Harry (2015) - Miel Buts
- J. Kessels (2015) - Bertje
- De zoon van Artan (2015) - Arnout
- De Rozenoorlog (2016-2017) - Verteller, ...
- The Missing (2016) - Dokter
- Zie mij graag (2017) - Meneer van Geel
- Kafka (2017) - verschillende rollen
- The Little Mermaid (musical) (2017) - Jutter
- Geub (2019) - Luc (werknemer Papa Tony)
- Glad ijs (2021) - Gaston (werknemer Phill Frisco)
- Ein sommer in Antwerpen (2021) - Shammes
- De Bunker (2022) - Stef Baeyens
- Fair Trade (2023) - Danny
- WIL (2023) - Gaston
- Hakketuf (2023) - Jos Vanollen